# جيرالد بيراغان
الفريق السير جيرالد ويليام بيراغان (ولد في 27 فبراير 1958) ضابط رفيع المستوى في الجيش البريطاني الذي عمل فيه كمساعد عام.

## المسيرة العسكرية
تم تكليف بيراغان في المدفعية الملكية في عام 1979. شغل منصب رئيس أركان اللواء المدرع الرابع خلال حرب الخليج الثانية قبل أن يصبح قائدا لفوج المدفعية الملكية الثانية والثلاثين في عام 1997 حيث قاد الفوج في العمليات في ايرلندا الشمالية وكوسوفو ثم أصبح عقيد في مقر المدير العام المسؤول عن سياسة تدريب الأفراد في عام 1999. عين مساعد رئيس الأركان في تدريب القيادة البرية في مايو 2004 ثم رأى الخدمة النشطة نائبا للقائد العام للقوات المتعددة الجنسيات في العراق من يناير إلى أكتوبر 2007. تولى منصب مدير التدريب العسكري في ديسمبر 2007 والمدير العام لأفراد الجيش في فبراير 2011 والمدير العام في أغسطس 2012.
عين بيراغان قائدا فارسيا لأمر الإمبراطورية البريطانية في عام 2015 مع مرتبة الشرف للعام الجديد.